# Alvania balearica
Alvania balearica is een slakkensoort uit de familie van de Rissoidae. De wetenschappelijke naam van de soort is voor het eerst geldig gepubliceerd in 2009 door Oliver & Templado.